# Limfocyt dziewiczy
Limfocyt dziewiczy – każdy limfocyt, który nie był jeszcze pobudzony przez antygen. Limfocyty dziewicze posiadają zwykle receptory o niższym powinowactwie do antygenu, niż w przypadku limfocytów pamięci.
Limfocyty T dziewicze mogą być pobudzane jedynie przez profesjonalne komórki prezentujące antygen, dlatego ich pobudzenie następuje trudniej od limfocytów pamięci. Natomiast dziewicze limfocyty B, w odróżnieniu od komórek pamięci, nie funkcjonują zwykle jako komórki prezentujące antygen.